# Гживиньска, Габриэла
Габриэ́ла Гживи́ньска (также — Гживиньская; пол. Gabriela Grzywińska; 18 февраля 1996, Краков) — польская футболистка, опорная полузащитница санкт-петербургского «Зенита» и экс-футболистка сборной Польши.

## Биография

### Клубная карьера
Начинала заниматься футболом в команде «Ванда» (Краков). В начале 2013 года перешла в клуб «Уния» (Рацибуж), с которым стала чемпионкой Польши сезона 2012/13. В январе 2014 года из-за финансовых проблем в «Унии» покинула клуб и перешла в «Медик» (Конин). В составе «Медика» — чемпионка и обладательница Кубка Польши 2014 и 2015 годов. Летом 2016 года перешла в «Гурник» (Ленчна). 13 августа 2016 года забила свой первый гол в высшем дивизионе в ворота команды из Лодзи, в своём 59-м матче. C «Гурником» побеждала в чемпионате страны в сезонах 2017/18 (первое чемпионство клуба в истории) и 2018/19, а также в Кубке Польши 2016/17. В сезоне 2018/19 стала автором 16 голов в 25 играх и была признана лучшим игроком чемпионата. Летом 2019 года вернулась в «Медик». В составе польских клубов неоднократно участвовала в матчах Лиги чемпионов.
В начале 2021 года перешла в российский клуб «Зенит». Дебютный матч в чемпионате России сыграла 14 марта 2021 года против клуба «Рязань-ВДВ». Бронзовый призёр чемпионата России 2021 года. Чемпион России 2022, 2023 и 2024 годов. Лучший бомбардир Чемпионата России 2024 (19 мячей).

### Карьера в сборной
Выступала за юниорскую и молодёжную сборную Польши. В 2013 году стала победительницей чемпионата Европы среди 17-летних.
В 2013—2022 годах играла за национальную сборную Польши. Провела не менее 19 матчей в отборочных турнирах чемпионата мира и Европы. Серебряный призёр международного турнира «Кубок Алгарве» (2019).

## Комментарии
1. ↑  Правильный вариант написания, согласно правилам польско-русской практической транскрипции